# Municipalitatea Priekule
Municipiul Priekule (în letonă Priekules novads) este o municipalitate din Curlanda, Letonia. Municipalitatea a fost formată în 2009 prin fuziunea parohiilor Bunka, Virga, Gramzda, Kalēti, Priekule cu orașul Priekule centrul administrativ fiind Priekule. 